# Dita (hrušeň)

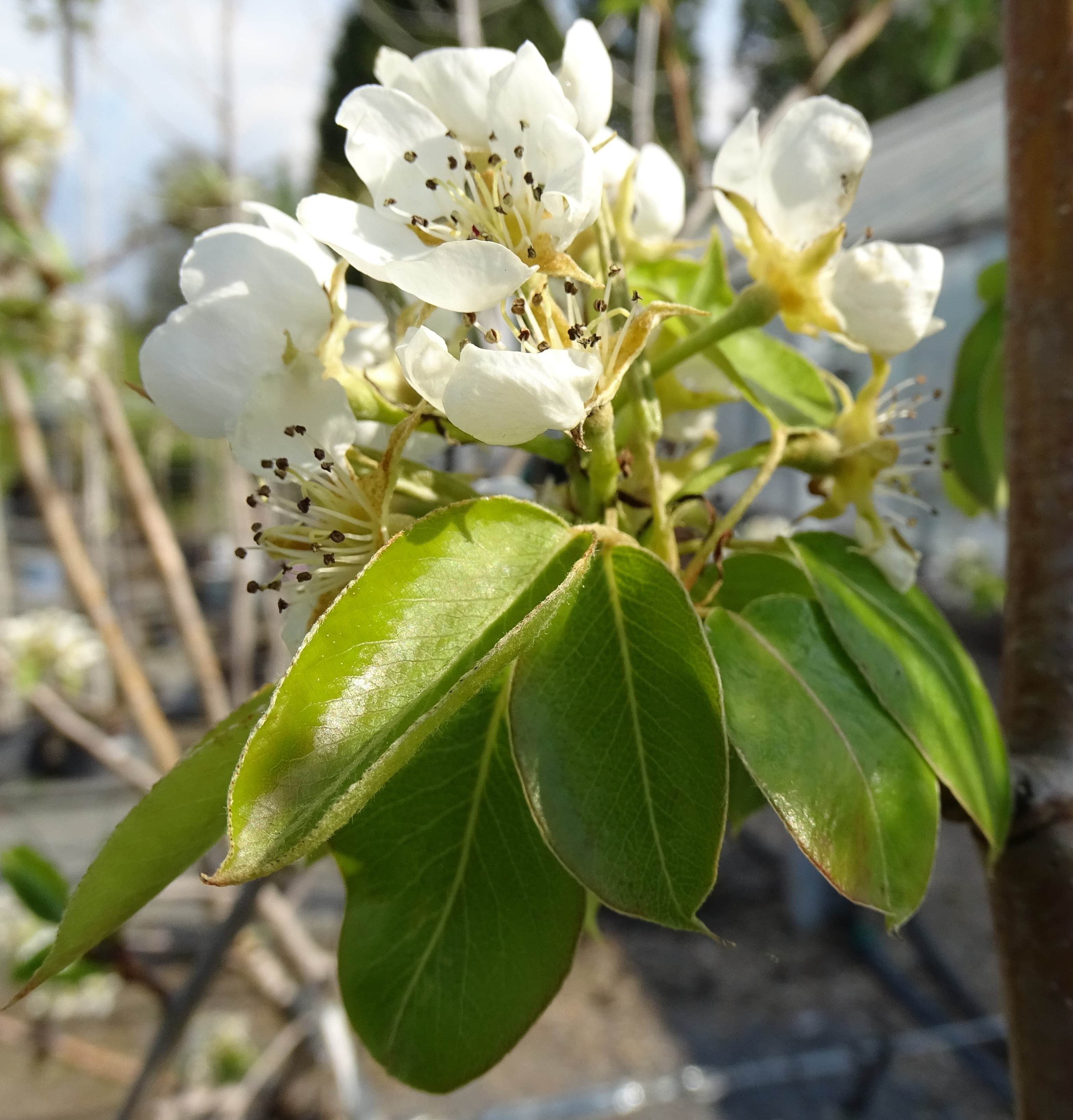
Pyrus communis kultivar [https://studio.youtube.com/video/hW57Ylli89Q/edit Dita

Dita (Pyrus communis 'Dita') je ovocný strom, kultivar druhu hrušeň obecná z čeledi růžovitých. Plody jsou řazeny mezi odrůdy zimních hrušek, sklízí se v říjnu, dozrává v lednu, skladovatelné jsou do února. K pravidelné plodnosti je nezbytná probírka plůdků.

## Historie

### Původ
Byla vyšlechtěna v ČR v roce 1966, ve šlechtitelské stanici v Těchobuzicích. Odrůda je křížencem odrůd 'Boscova lahvice' a 'Drouardova'.

## Vlastnosti
Odrůda je cizosprašná. Vhodnými opylovači jsou odrůdy Alfa, Laura, Červencová, Grosdemange.

### Růst
Růst odrůdy je bujný. Habitus koruny je kulovitý až pyramidální.

## Plodnost
Plodí později, hojně a s pravidelnou probírkou plůdků i pravidelně.

## Plod
Plod je kuželovitý, velké. Slupka hladká, žlutozeleně zbarvená. Dužnina je bělavá, jemná, šťavnatá, dobrá.

## Choroby a škůdci
Odrůda je považována za velmi odolnou proti strupovitosti ale i rzivosti. Stejně jako ostatní odrůdy není odolná proti spále. Je odolná proti nízkým teplotám.

## Použití
Je vhodná do úrodných půd s dostatkem vláhy. Odrůdu lze použít do středních a teplých poloh.